# Alkmaar guardians
Alkmaar Guardians is een basketbalvereniging aangesloten bij de Nederlandse Basketbal Bond uit Alkmaar. De club werd opgericht in 1971.
Shirt en broek zijn zwart met aan de zijkant een doorlopende rode/witte bies.
Alkmaar Guardians spelen hun thuiswedstrijden in de Hoornse Vaart in Alkmaar.